# بئر عجم
بئر العجم، بلدة تقع في محافظة القنيطرة في سوريا في منطقة هضبة الجولان، وهي بلدية تتبع لها قرى بريقة ورويحينة ورسم الحلبي وزبيدة. بنيت أولى منازل قرية بئر عجم عام 1872 م تقريبًا، ليسكنها قرابة 150 شخصًا أو يزيدون من قبائل الأبزاخ الشركسية التي هُجرت من القفقاس أو القوقاز وما لبثت أن انضمت إليهم مجموعة مساوية من قبائل القبرتاي أو القبردي.

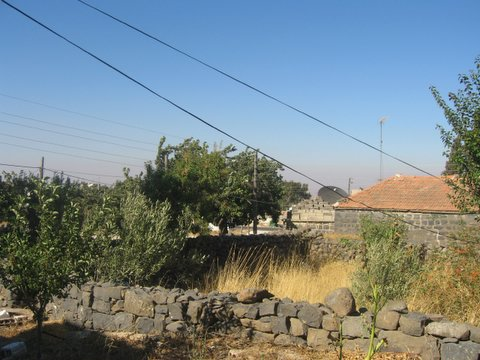
القرية القديمة

## معلومات
تقع القرية على خط طول ("1.62'52 35°) شرق غرينيتش، وخط عرض ("11.68'3 33°) شمال خط الاستواء ويبلغ طول الطريق الذي يصلها بدمشق نحو 68 كم. فيها مركز صحي ومدرسة ابتدائية وإعدادية.
ترتفع قواعد المسجد القرميدي القديم في قرية بئر عجم 942 متر عن سطح البحر وهو واحد من أول المساجد التي بنيت في محافظة القنيطرة. وتبعد أقرب شواطئ البحر الأبيض المتوسط عن القرية مسافة (60) كم غربا. يتصف مناخ القرية بشتاء بارد أما صيفها فيتسم بالاعتدال، ويبلغ متوسط الهطل المطري 1000 ملم سنويًا.
غالبية سكان القرية هم من الشركس، ويتكلم الكبار عموما اللغة الشركسية، إلا أن الأجيال اللاحقة بدأت تفقد شيءًا فشيئًا لغتها لصالح اللغة العربية.
تقع إلى الجنوب منها قرية بريقة، وهما القريتان الشركسيتان الوحيدتان اللتان بقيتها في الجولان، في حين دمرت ومسحت عن الأرض كل القرى الشركسية الأخرى بعد الاحتلال الإسرائيلي.

### النزوح وإعادة الإعمار

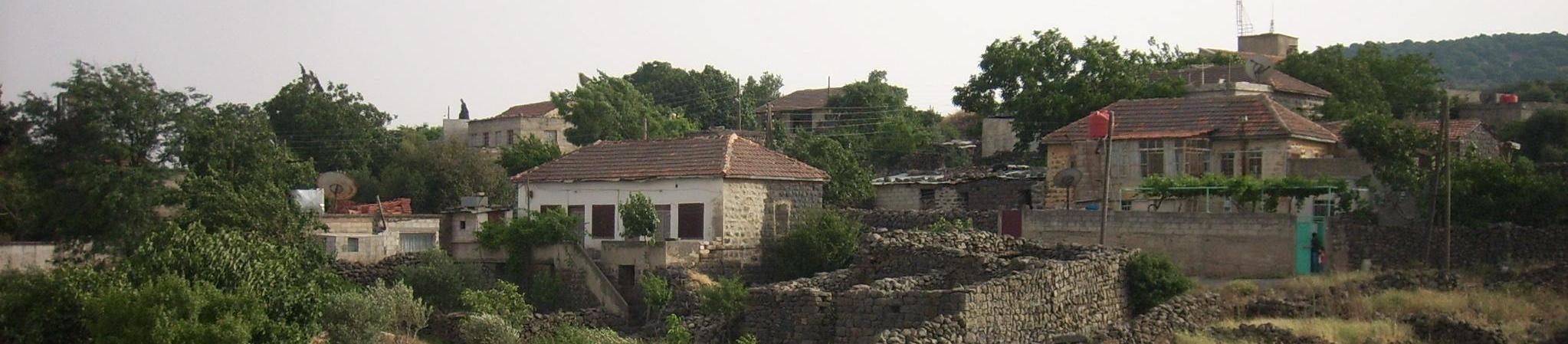
منظر للقرية القديمة، تبدو فيه بيوت القرية ذات السقوف القرميدية.

هجرت القرية نحو 10 سنين بسبب الاحتلال الإسرائيلي لـ هضبة الجولان عام 1967، فرغم قدوم البعض عقب تحرير جزء من الجولان بعد حرب تشرين التحريرية عام 1973 إلا أن الاستقرار الفعلي لم يبدأ حتى أواخر السبعينات.
في عام 1986 تم بناء منازل جديدة شمالي القرية لتشجيع السكان على العودة، إلا أن عددا لا بأس به من تلك المنازل لا يزال غير مأهول، علاوة على أن نصف البيوت القديمة مهجور منذ النزوح. وشملت إعادة البناء أيضا مجموعة أخرى من القرى في المنقطقة، منها قرية بريقة، والمدارية، وأصبح.

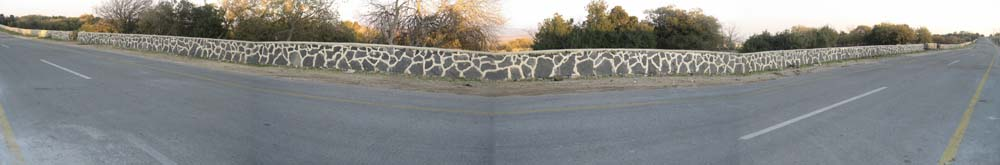
منظر للطريق الواصل بين قريتي بئرعجم وبريقة، الطريق يكتظ بالمتنزهين في أمسيات الصيف والعطلات.

### عدد السكان
يتوقع أن سكان القرية المقيمين باستمرار، وعددهم نحو 400، لا يشكلون سوى ربع ما يجب أن يكونوا عليه، والباقون آثروا الاستقرار في العاصمة أو المهجر. نسبة الذكور المقيمين تصل إلى 55% والإناث 45%. عدد الأسر القاطنة نحو 66 أسرة، يملك قرابة 40% منها جهاز حاسب، يتراوح متوسط دخلها الشهري حول 10.000 ليرة سورية (الأرقام تفتقر إلى الدقة).
تشهد القرية في فصل الصيف نشاطا سياحيا ملحوظا، حيث يزورها الكثيرون من أهلها القاطنين في دمشق وآخرون من سكان القرى التي ما تزال محتلة والذين تربطهم بسكان القرية علاقات القرابة.
تشهد القرية مؤخرا نشاطا عمرانيا وتقوم فيها مشاريع سكنية وتلقى إقبالا لما تتمتع به القرية من مناخ معتدل وأجواء ممتعة.

### الطبيعة والحياة البرية

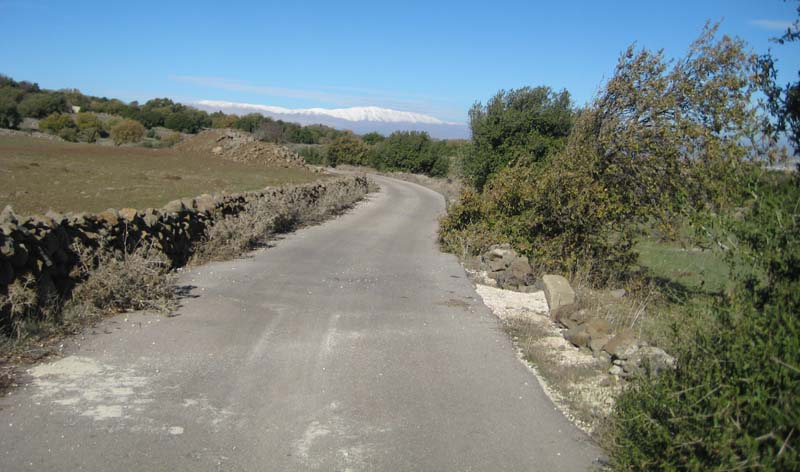
منظر طبيعي مع جبل الشيخ في الأفق

تتمتع القرية بأجواء معتدلة في الصيف تميل إلى البرودة في الشتاء، وتمتاز بكونها محاطة بالأحراش شمالاً وجنوباً وغرباً، أما شرقاً فتطل على وادي الرقاد. تنتشر في الغابة أشجار البلوط والسنديان والبطم والزعبوب وبعض أنواع الخوخ والإجاص البري، كما توجد حيوانات برية منها الثعلب وابن آوى والخنزير البري والغربراء وغيرها، بالإضافة إلى أنواع عدة من الطيور منها البوم والهدهد والسنونو والبلبل والدوري والورور.
يتعرض التنوع الحيواني (الضيق) إلى تناقص مستمر، مما يهدد بالقضاء عليه نهائيا، لا توجد أسباب محددة لكن يعتقد أن تناقص المساحة التي يغطيها الغطاء النباتي إضافة إلى توسع النشاط البشري وفتح المزيد من الطرق يساهم بشكل كبير في عزل البقاع الضيقة المتبقية للحياة البرية.

### الزراعة والإنتاج الحيواني
الزراعة تتركز على أشجار الزيتون، والعنب، واللوزيات، أما الإنتاج الحيواني فيعتمد على الأبقار التي تشكل مصدر دخل للكثير من الأسر. والأغنام والدواجن إضافة إلى الانتشار الواسع لتربية النحل.

### برنامج القرى الصحية
أدرجت قرية بئر عجم وبعض القرى المحيطة بها في برنامج القرى الصحية التابع لوزارة الصحة في دمشق وبرعاية منظمة اليونسيف، ويهدف إلى رفع مستوى القرى وتحسن الخدمات وتطويرها من خلال الإمكانيات الذاتية لدى السكان، وعبر توفير دعم في التنسيق والتوجيه والاستشار إضافة إلى دعم مادي على شكل قروض، ساهم فيها صندوق فردوس للتنمية.

## صور

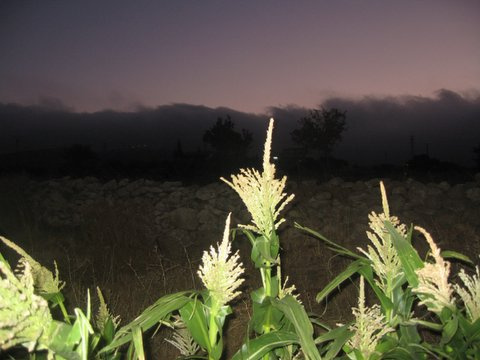
شتاء بئر عجم
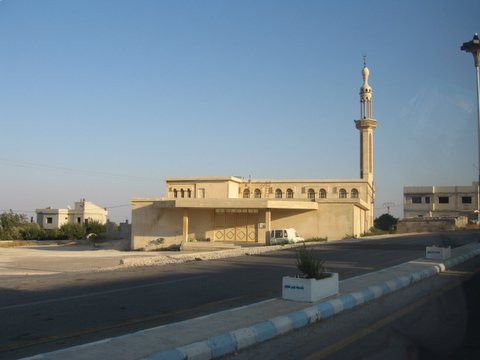
جامع بئرعجم الجديد
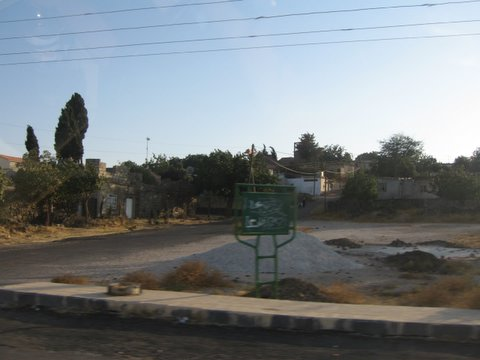
البلد القديم
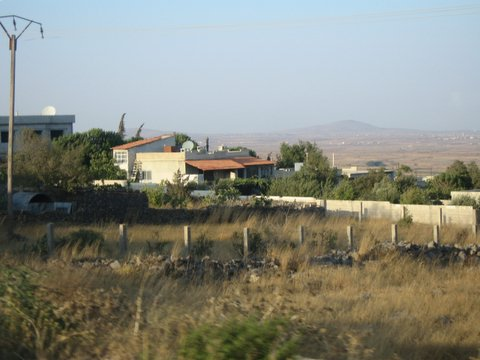
بئرعجم
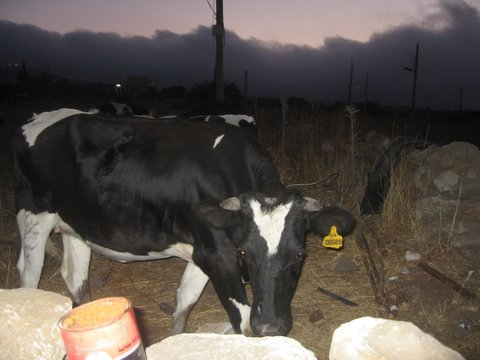
بقرة
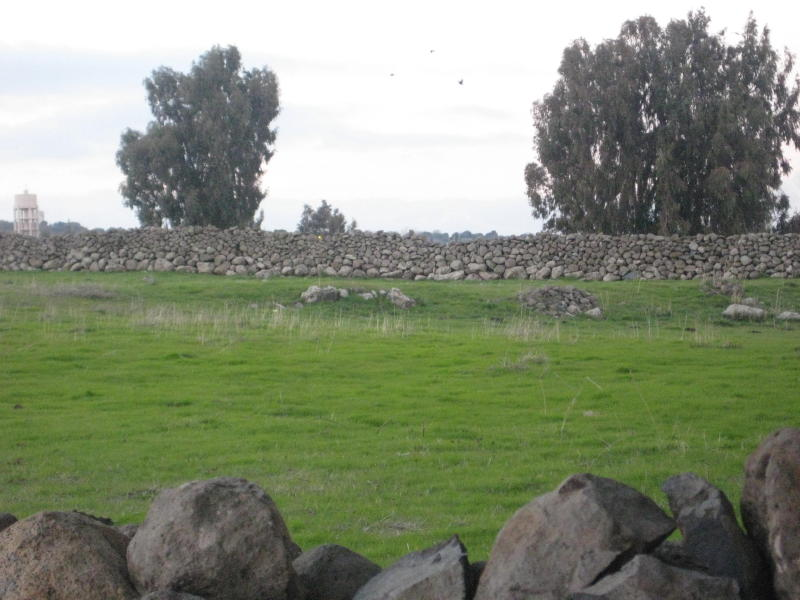
طبيعة
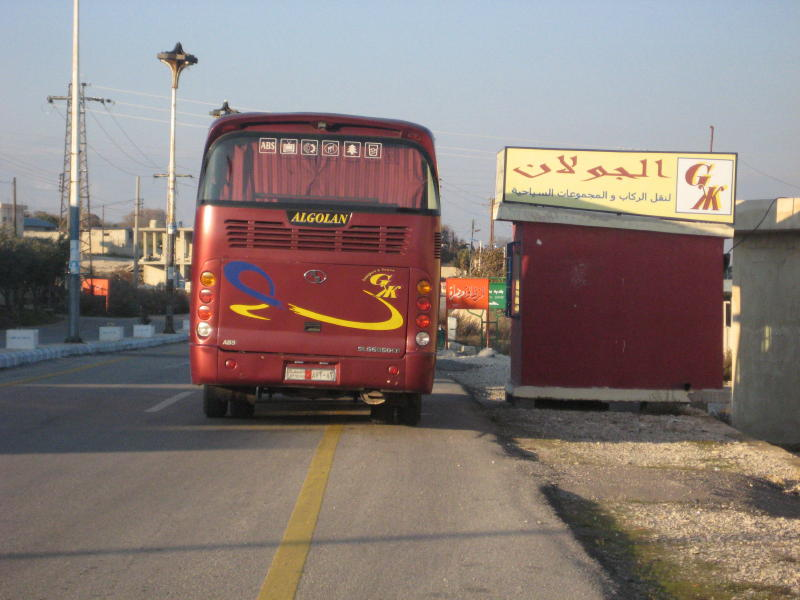
مواصلات